# Alan Bahia
Alan Pereira Costa (Itabuna, 14 de janeiro de 1983), mais conhecido como Alan Bahia, é um treinador e ex-futebolista brasileiro que atuava como volante Atualmente comanda a equipe Sub-20 do Parauapebas.

## Carreira como jogador
Chegou ao Atlético Paranaense aos 14 anos, passando por todas as categorias de base do clube, até se profissionalizar no ano de 2001.
O volante envolveu-se em um acidente em julho de 2007, onde acabou falecendo Alex Miranda, ex-jogador do próprio Atlético Paranaense e que estava com Alan Bahia no carro.
Viveu seu melhor momento pelo Furacão no ano de 2008, onde foi capitão e vice artilheiro da equipe no Campeonato Brasileiro, com impressionantes 13 gols. Alan Bahia caracterizou-se por ser um dos primeiros a bater pênalti com paradinha no futebol brasileiro.
No dia 6 de janeiro de 2009, o Vissel Kobe anunciou a contratação do volante por empréstimo até o final do ano. Após o fim de seu contrato com o clube japonês, retornou ao Atlético-PR, jogando até a metade do ano de 2010, quando foi emprestado para o Al-Khor do Catar.
Em junho de 2011, foi anunciado seu empréstimo para a disputa da Série B pelo Goiás.
Retornou ao Furacão em março de 2012. No dia 23 de maio, em jogo válido pela Copa do Brasil, o jogador completou 350 jogos pelo clube que o projetou, o Atlético Paranaense. Meses depois, em agosto, foi novamente emprestado, dessa vez para o América-RN. Após estar insatisfeito no clube potiguar, o volante foi dispensado.

### Rio Verde
Em janeiro de 2013 foi contratado pelo Rio Verde, de Goiás. Já em 2014, defendeu o XV de Piracicaba.

### Mamoré
No ano de 2015, o volante teve uma breve passagem pelo Mamoré.

### Últimos anos
Em 2016 defendeu o Paulista e o Rio Negro, clube do Amazonas. Já no ano de 2017, atuou em nove partidas pelo também amazonense Nacional. Seu último clube foi o Vitória da Conquista, onde atuou em apenas duas partidas no ano de 2018. Ao final da temporada, Alan Bahia anunciou sua aposentadoria.

## Carreira como treinador
Iniciou a carreira como treinador em setembro de 2022, assumindo o Pedreira, clube da Segunda Divisão Paraense.

## Títulos
Atlético Paranaense
- Campeonato Paranaense: 2005

Vissel Kobe
- Copa do Imperador: 2009

Goiás
- Campeonato Goiano: 2012